# ÅF-huset, Göteborg

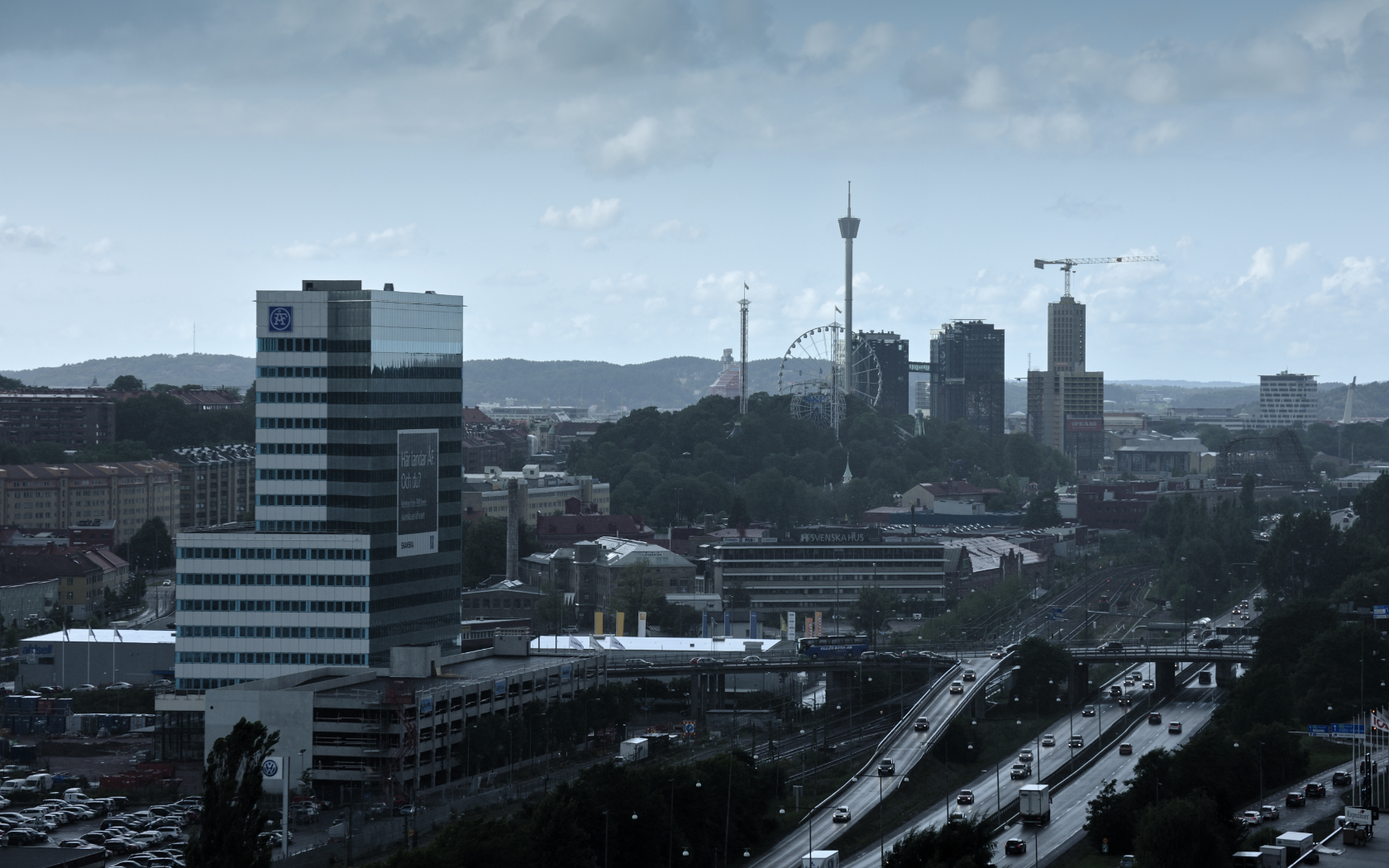
ÅF-huset i Göteborg. Gothia Towers och Liseberg i bakgrunden.

ÅF-huset är ett kontorshus vid Grafiska vägen i stadsdelen Kallebäck i södra Göteborg, som invigdes 2014.
Huset har sitt namn efter teknikkonsulten AFRY (f.d. ÅF, fram till 2019), som är största hyresgäst. Byggnaden har 16 våningar och är 65 meter högt. Den byggdes av Skanska, som sålde det 2015 för 495 miljoner kronor. Två något lägre byggnader, även de för AFRY, byggdes bredvid år 2016 och 2018.
På tomten i kvarteret Tändstickan låg mellan 1904 och 1931 Södertelje Tändsticksfabrik, från 1917 Göteborgs Tändsticksfabrik. Fabrikslokalerna revs i början av 2000-talet.